# Bastébé
Bastébé est un village de la région de l'Extrême Nord Cameroun, département du Mayo-Danay et arrondissement de Gobo. Ce village est limité au nord par le village Yakréo, à l’est par le village Nayguissia, au sud par Dobona et à l’ouest par Fangbé. Ce village fait partie du canton de Bougoudoum, l'un des deux cantons de l'arrondissement de Gobo.